# Sentier de grande randonnée 39
 (août 2025).
Le sentier de grande randonnée 39 (GR 39) traverse la Haute-Bretagne du nord au sud. Il débute au Mont-Saint-Michel pour se terminer à Guérande.

## Trajet
Il débute au Mont-Saint-Michel pour se terminer à Guérande[source insuffisante]. Son parcours reprend une partie des rives de la Vilaine[réf. nécessaire].
Les lieux et communes traversées sont au départ du Mont-Saint-Michel : Pontorson, Pleine-Fougères, Antrain, Romazy, Chauvigné, Saint-Christophe-de-Valains, Saint-Ouen-des-Alleux, Mézières-sur-Couesnon, Vieux-Vy-sur-Couesnon, Betton, Rennes, Pléchâtel, Saint-Senoux, Saint-Malo-de-Phily, Messac, Saint-Just[source insuffisante] La croix St Pierre, Tribunal (Saint-Just), Tumulus du Château Bû, Four Sarrazin, Redon, abbaye St Sauveur, Rieux, Château de Rieux, Béganne, Château de léhélec, Péaule, Marzan, La Roche-Bernard, Férel, Herbignac, Saint-Lyphard, Guérande, Marais salants de Guérande[source secondaire souhaitée],[source insuffisante].